# Traumaseksualiteit
Traumaseksualiteit is de verzamelnaam van alle seksuele fenomenen die zijn waar te nemen bij volwassenen (m/v) die als kind seksueel misbruikt zijn.
Traumaseksualiteit is een tijdelijke seksuele identiteit met drie belangrijke kenmerken. Dat zijn de tweestrijd in de seksuele behoefte, het actief slachtofferschap: de herhalingsdrang van het seksuele trauma en de pijnlijke strijd die daarbij hoort en het innerlijke gevecht rondom seksuele- en/of genderidentiteit. Deze tijdelijke identiteit kan een leven lang duren.
De oorsprong voor traumaseksualiteit wordt gelegd in seksueel misbruik: een voor een kind schokkende seksuele ervaring. De afhankelijkheid, het machtsverschil, het leeftijdsverschil, het verschil in sociale status, het verschil in seksuele ontwikkeling en lichamelijke overmacht, maken dat de seksuele overval voor het slachtoffer eindigt in de schadelijke paradox van lustvolle onmacht en angst.

## Traumaseksueel
Traumaseksueel zijn betekent dubbelheid in seksualiteit en identiteit.
Dat kan zich manifesteren in seks aantrekkelijk en tegelijkertijd afstotelijk vinden. Ook in twee seksuele voorkeuren hebben, die los van elkaar kunnen bestaan of zich mengen tot iets dat moeilijk te definiëren valt. De dubbelheid is ook te herkennen in innerlijke tegenstrijdigheid: de eigen seksuele behoefte(n) wordt(en) afgewezen, maar er is met geen mogelijkheid onderuit te komen. De dubbelheid is ook onmacht: het verlangen gaat uit naar iets onmogelijks en/of onbereikbaars, in relaties, naar een bepaald type mens of in een onoverbrugbaar leeftijdsverschil. In de lustbeleving waarnaar wordt gestreefd, is onmacht, kwaadheid, walging een verborgen, onbewust onderdeel. Dat toont zich in gevoelens die opkomen na de opgezochte en gedane seks. Er is geen beheer over de eigen seksuele behoefte en er is niet goed vast te stellen welke de eigen seksuele richting is. Het betreft niet alleen de chronische twijfels over de eigen seksuele geaardheid maar ook over de eigen sekse: in het zichzelf mannelijk of vrouwelijk tonen of voelen.

## Grondlegger
Traumaseksualiteit is één van de begrippen uit de wetenschap traumaseksuologie. De grondlegger van deze wetenschap is Peter John Schouten. Hij bestudeerde en beschreef de fenomenen die hij waarnam in het therapeutisch werken met mensen die in hun jeugd seksueel misbruik hebben meegemaakt.